# Yucca endlichiana
Yucca endlichiana är en sparrisväxtart som beskrevs av William Trelease. Yucca endlichiana ingår i släktet palmliljor, och familjen sparrisväxter. Inga underarter finns listade i Catalogue of Life.

## Bildgalleri

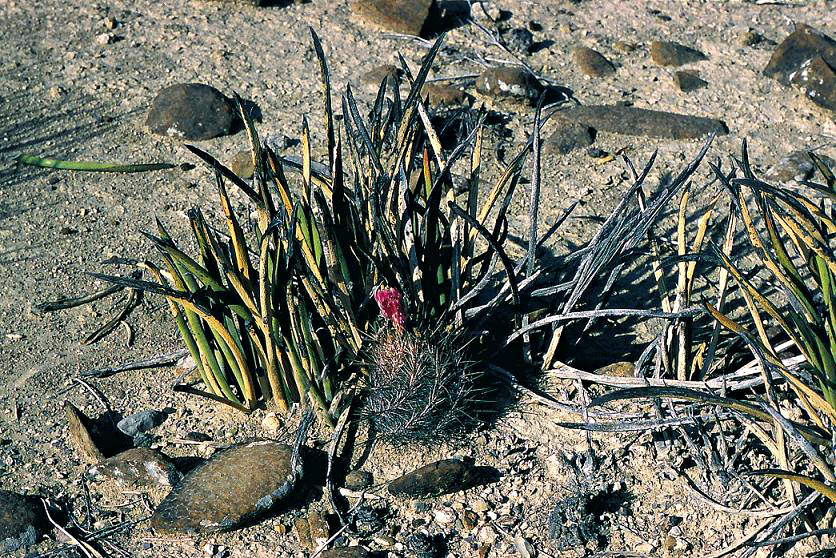
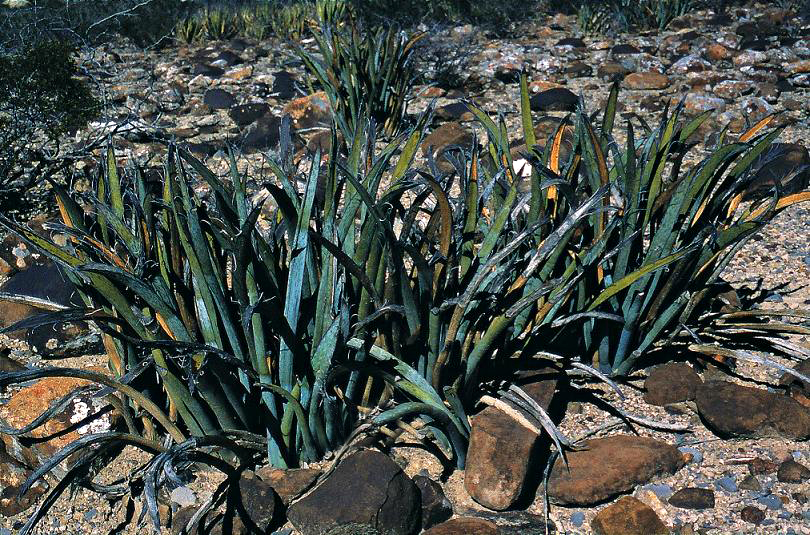